# Agia Triada (Macedonia Occidentale)
Agia Triada  (in greco Αγία Τριάδα?) è un ex comune della Grecia nella periferia della Macedonia occidentale di 6.117 abitanti secondo i dati del censimento 2001.
È stato soppresso a seguito della riforma amministrativa detta Programma Callicrate in vigore dal gennaio 2011 ed è ora compreso nel comune di Kastoria.